# David Maxwell Fyfe, 1.º Conde de Kilmuir
David Patrick Maxwell Fyfe, 1.º conde de Kilmuir, GCVO, PC , QC (Edimburgo, 29 de maio de 1900 - Sussex,  27 de janeiro de 1967), conhecido como Sir David Maxwell Fyfe de 1942 a 1954 e como o visconde Kilmuir de 1954 a 1962, era um político conservador britânico, advogado e juiz que combinava uma carreira jurídica diligente e precoce com ambições políticas que o levou aos escritórios do procurador-geral, secretário do Interior e lorde-chanceler da Grã-Bretanha. 
Um dos promotores dos julgamentos de Nuremberg, ele foi fundamental na elaboração da Convenção Europeia de Direitos Humanos. No entanto, ele recusou a clemência para comutar a sentença de morte altamente controversa de Derek Bentley.  

## Vida pregressa
Nascido em Edimburgo, filho único de William Thomson Fyfe, diretor da Escola Gramática de Aberdeen, por sua segunda esposa Isabella Campbell, ele foi educado no George Watson's College e no Balliol College, em Oxford. Ele também tirou um tempo da educação para servir na Guarda Escocesa de 1918 a 1919, no final da Primeira Guerra Mundial. Após a formatura, ele passou a trabalhar para a União Britânica da Commonwealth como secretário político de Sir Patrick Hannon, estudando direito em seu tempo livre. Ele se tornou aluno de George Lynskey em Liverpool e depois se juntou a seus aposentos para praticar.
Maxwell Fyfe foi eleito para o parlamento em Liverpool West Derby nas eleições de julho de 1935.
Enquanto isso, a carreira jurídica de Maxwell Fyfe havia prosperado. Em 1934, ele se tornara conselheiro do rei.

## Início da carreira política
Maxwell Fyfe, juntamente com Patrick Spens, Derrick Gunston e outros, apoiaram o Governo Nacional sobre o Pacto Hoare-Laval e apoiou Neville Chamberlain no Acordo de Munique. No entanto, após a ocupação alemã da Tchecoslováquia em março de 1939, Maxwell Fyfe ingressou no Exército Territorial e, no início da Segunda Guerra Mundial em setembro, ele foi destacado para o departamento do Juiz Advogado-Geral com posto de major. Ele ficou gravemente ferido em um ataque aéreo em setembro de 1940. Em maio de 1941, Maxwell Fyfe tornou-se deputado de um comitê do Partido Conservador para analisar os problemas futuros do pós-guerra, substituindo Butler em julho de 1943.

## Atuação no governo e no Julgamento de Nuremberg
Em março de 1942, Sir Winston Churchill, a conselho de Brendan Bracken, nomeou Maxwell Fyfe Solicitor-General.  Ele se dedicou ao seu trabalho no governo de coalizão de guerra e começou a pensar e planejar como os líderes do regime nazista na Alemanha poderiam ser levados em conta após a guerra. Como parte de suas funções, em 8 de abril de 1945, ele participou de uma discussão anglo-americana sobre o julgamento de crimes de guerra, no qual, diz o historiador Richard Overy, "ele apresentou o argumento britânico padrão para a execução sumária". Pode-se duvidar de que Maxwell Fyfe acreditasse que tais execuções eram o melhor método de lidar com os nazistas, tendo em vista seu trabalho posterior nos Julgamentos de Nuremberg; na época, porém, como membro do governo, ele tinha pouca escolha a não ser seguir o exemplo do primeiro-ministro Churchill, que insistia repetidamente em que a justiça sumária fosse visitada pelos líderes nazistas. Quando a guerra na Europa terminou e a coalizão foi dissolvida em maio de 1945, Maxwell Fyfe foi brevemente procurador-geral do governo interino de Churchill.
O Partido Trabalhista obteve uma vitória esmagadora nas eleições gerais do Reino Unido em 1945 e Sir Hartley Shawcross tornou-se Procurador Geral e assumiu a responsabilidade como principal promotor da Grã-Bretanha nos Julgamentos de Nuremberg. Shawcross, para enfatizar a natureza não partidária dos julgamentos, nomeou Maxwell Fyfe como seu substituto. No entanto, Shawcross estava amplamente comprometido com seus deveres políticos em Westminster e desempenhou pouco papel além de fazer os discursos de abertura e encerramento. Maxwell Fyfe assumiu a maior parte das responsabilidades do dia a dia como "advogado capaz, administrador eficiente e chefe de família preocupado". Em alguns setores, havia receios quanto ao desempenho de Fyfe, o interrogatório não sendo considerado um dos seus pontos fortes. No entanto, seu interrogatório sobre Hermann Göring é um dos interrogatórios mais notáveis da história.

## Oposição
Depois de Nuremberg, Maxwell Fyfe voltou ao parlamento para acompanhar o ministro do Trabalho, enquanto seguia uma carreira plena, ocupada e proeminente, por exemplo, defendendo o assassino em série John George Haigh em 1949. Acredita-se que ele chegasse à Câmara dos Comuns por volta das 17 horas, permanecendo frequentemente em debates que duravam a noite toda; depois do café da manhã, saía para o tribunal. Ele foi habilmente auxiliado em sua agenda por sua esposa, ela mesma trabalhadora do Partido Conservador.
Maxwell Fyfe desempenhou um papel de liderança na elaboração da Carta Industrial do Partido de 1947 e presidiu o comitê à organização do Partido Conservador que resultou no Relatório Maxwell Fyfe (1948–49). O relatório mudou o saldo do financiamento eleitoral do candidato para o Partido, com a intenção de ampliar a diversidade de parlamentares. Na prática, pode ter tido o efeito de emprestar mais poder aos partidos constituintes e de tornar os candidatos mais uniformes.
Ele foi um notável defensor conservador da Lei de Nacionalidade Britânica do Trabalho de 1948, que reafirmou os direitos dos cidadãos da Commonwealth de entrar na Grã-Bretanha sem restrições, mostrando um compromisso com a unidade e indivisibilidade do império. 
Maxwell Fyfe foi campeão da integração europeia e membro da Assembléia Parlamentar do Conselho da Europa de agosto de 1949 a maio de 1952, tornando-se presidente da Comissão de Questões Jurídicas e Administrativas da Assembleia e relator da comissão que redigiu a Convenção Europeia sobre Direitos humanos. Em suas memórias ele criticou Sir Anthony Eden por uma posição negativa que atrapalhou a oportunidade do Reino Unido de se tornar um líder na Europa. Eden sempre rejeitou isso e considerou uma ação difamatória de Maxwell Fyfe.

## Retorno ao governo
Pouco antes das eleições gerais do Reino Unido em 1951, Maxwell Fyfe causou alvoroço quando ele apareceu em uma entrevista de rádio que um governo conservador poderia legislar para restringir o poder dos sindicatos. Quando o Partido Conservador retornou ao poder nas eleições, Churchill achou imprudente nomeá-lo Ministro do Trabalho, e Maxwell Fyfe tornou-se secretário do Interior e ministro do Gabinete para os assuntos galeses. Ele foi responsável por orientar várias leis complicadas através do Commons, em particular as que estabeleceram a televisão comercial.
Em 1954, ele foi nomeado como Visconde Kilmuir, de Creich, no condado de Sutherland, e mudou-se para a Câmara dos Lordes. Lord Kilmuir era um lorde chanceler político, não se restringindo ao seu papel judicial. Ele trabalhou em muitas questões governamentais, incluindo a constituição de Malta, que ele queria tornar parte do Reino Unido. Em seus oito anos no cargo, ele atuou apenas como juiz em 24 apelos à Câmara dos Lordes. Lord Kilmuir se opôs à proposta de lei de Sydney Silverman de 1956 para abolir a pena de morte. Ele a descreveu como "uma medida imprudente e perigosa, cuja presença no livro de estatutos seria um desastre para o país e uma ameaça para o povo". No entanto, Kilmuir presidiu o comitê do gabinete que recomendava limitar o escopo da pena de morte e que levou à Lei de Homicídios de 1957. Ele temia as consequências da imigração para o Reino Unido e apresentou um relatório ao gabinete em 1956. Lord Kilmuir sustentou que a intervenção militar na Crise de Suez de 1956 era justificada sob as disposições de autodefesa do artigo 51 da Carta das Nações Unidas.
Conservador sobre a questão da pena de morte, Kilmuir também era conservador na questão dos direitos homossexuais e levou a oposição na Câmara dos Lordes à implementação do relatório do Comitê Wolfenden, que recomendava a descriminalização de atos homossexuais entre adultos que consentiam.   
Ele continuou neste cargo nos governos de Anthony Eden e Harold Macmillan até a "Noite das facas longas" de 1962, quando foi abruptamente substituído por Sir Reginald Manningham-Buller, o procurador-geral. Kilmuir foi feito Barão Fyfe de Dornoch, de Dornoch, no condado de Sutherland, e Conde de Kilmuir em 1962 para amortecer o golpe da aposentadoria. Diz-se que ele reclamou com Macmillan que estava sendo demitido com menos aviso do que seria dado a um cozinheiro, ao qual Macmillan respondeu que era mais fácil conseguir lorde chanceler do que bons cozinheiros.

## Depois do governo
Após o governo, Kilmuir ingressou no conselho de administração de Plessey, mas sua saúde logo declinou. Ele morreu em Withyham, Sussex, em 27 de janeiro de 1967 e foi cremado. Suas cinzas foram enterradas na Igreja de São Miguel e Todos os Anjos em Withyham. Seus títulos de nobreza, que só podiam passar para os filhos, foram extintos, pois ele havia sido pai de apenas filhas.

## Família e personalidade
Ele se casou com Sylvia Harrison em 1925 e eles tiveram três filhas, uma das quais faleceu. Seu cunhado era o ator Sir Rex Harrison.
Kilmuir era uma presença parlamentar formidável em nome de seu partido, e sua memória notável compensava um estilo de fala aborrecido, embora ele fosse capaz de paixão quando as circunstâncias fossem adequadas. Na aparência, "seu corpo era em forma de pêra e, sob uma grande cabeça quadrada e careca, havia sobrancelhas pesadas e escuras e um rosto de palidez e obscuridade".
Como secretário do Interior, ele costumava viajar para o País de Gales e, nos vales do Sul do País de Gales, era apelidado de Dai Bananas, sendo Fyffes, na época como agora, um dos principais importadores de frutas da Grã-Bretanha.

## Representação na mídia
David Maxwell Fyfe foi retratado pelos seguintes atores em produções de cinema, televisão e teatro:
- Iain Cuthbertson no filme britânico/francês de 1991, Let Him Have It.
- Christopher Plummer na produção televisiva canadense/norte-americana de 2000 em Nuremberg.
- Julian Wadham no docudrama britânico da televisão de 2006 Nuremberg: Nazistas em julgamento.
- Mel Smith no drama televisivo britânico de 2007: Consenting Adults.
- John Warnaby na peça de teatro de Nicholas de Jongh, Plague Over England (Londres, 2009).[14]
- Também está sendo feito um filme sobre ele chamado "Under an English Heaven" por seu neto Tom Blackmore.[15]